# Lazurowa (stacja metra)
Lazurowa – budowana stacja linii M2 metra w Warszawie, znajdująca się przy skrzyżowaniu ulic Górczewskiej i Lazurowej w dzielnicy Bemowo.

## Opis
W 2018 roku podpisano umowę na budowę stacji wraz z ostatnim odcinkiem linii M2 metra z konsorcjum spółek Gülermak i Astaldi. Planowana data ukończenia stacji to początek 2026 roku.
W 2020 roku inwestycja uzyskała komplet decyzji administracyjnych. W sierpniu 2022 roku wojewoda mazowiecki wydał pozwolenie na budowę stacji. Prace przygotowawcze do budowy stacji rozpoczęły się w grudniu 2022 roku, po osiągnięciu przez miasto porozumienia ze spółką Gülermak co do kontynuowania budowy II linii metra na Bemowie.
Planowana data ukończenia stacji to początek 2026 roku.
Przy stacji ma powstać centrum przesiadkowe do tramwajów i autobusów.